# Gorduno
Gorduno é uma comuna da Suíça, no Cantão Tessino, com cerca de 646 habitantes. Estende-se por uma área de 9,2 km², de densidade populacional de 70 hab/km². Confina com as seguintes comunas: Arbedo-Castione, Bellinzona, Gnosca, Monte Carasso, Preonzo.
A língua oficial nesta comuna é o Italiano.